# Jere (Nigeria)
Jere è una delle ventisette aree a governo locale (local government areas) in cui è suddiviso lo stato di Borno, nella Repubblica Federale della Nigeria.
Si estende su una superficie di 868 chilometri quadrati e conta una popolazione di 211.204 abitanti.